# Greci
Greci (albanès Katundi ) és un municipi italià, dins de la província d'Avellino. L'any 2024 tenia 591 habitants. És un dels municipis on viu la comunitat arbëreshë. Limita amb els municipis d'Ariano Irpino, Castelfranco in Miscano (BN), Faeto (FG), Montaguto, Orsara di Puglia (FG) i Savignano Irpino.

## Administració
| Període | Identitat                 | Partit        |
| ------- | ------------------------- | ------------- |
| 2006-   | Bartolomeo Nicola Zoccano | Llista cívica |